# L’Officiel
L’Officiel (lɔfisjɛl) — французский журнал о моде. Издаётся в Париже с 1921 года и ориентирован на образованных женщин с высоким уровнем дохода в возрасте от 25 до 49 лет. В 2006 году он имел тираж 101 719 экземпляров. Также издаётся мужское издание L’Officiel и одиннадцать иностранных изданий (по состоянию на март 2008 года). Полное название журнала: «L’Officiel de la couture et de la mode de Paris».

## История
L’Officiel впервые был издан Андре Кастанье в 1921 году. В 1932 году к журналу в качестве художественного руководителя присоединился Жорж Жалу. Вскоре после этого L’Officiel открыл публике таких дизайнеров, как Пьер Бальмен, Кристобаль Баленсиага, Кристиан Диор и Ив Сен-Лоран, и журнал стал «библией моды и высокого общества».
Жалу позже стал генеральным директором журнала и в конечном итоге купил издание. В 1986 году он передал L’Officiel трём своим детям. Лоран стал президентом Editions Jalou, Мари-Жозе получила управление над редакционными материалами, а Максим стал ответственным за публикацию. После смерти Лорана от сердечного приступа в январе 2003 года президентом компании стала Мари-Жосе Сасскинд-Жалу. В последние годы издание заняло более молодой и энергичный подход к моде.

## Другие издания
Начиная с 1996 года, L’Officiel начал лицензировать свой бренд для использования издателями за пределами Франции. Зарубежные издания L’Officiel издаются в Японии, Индии, Китае, Объединённых Арабских Эмиратах, Бразилии, Греции, Латвии, Литве, Нидерландах, Украине, Сербии, Средней Азии, Турции, Италии, России.
С 1998 по 2010 пост главного редактора и креативного директора русской версии журнала занимала Эвелина Хромченко. В декабре 2014 главным редактором издания L’Officiel Россия стала Ксения Собчак. В декабре 2018 она оставила свой пост. В Париже также издаётся мужское издание журнала под названием L’Officiel Hommes.